# Фирсов, Кузьма Степанович
Кузьма́ Степа́нович Фи́рсов (1903—1965) — советский партийный деятель, 2-й секретарь Псковского обкома ВКП(б) (1949—1951), депутат Верховного Совета РСФСР III созыва.

## Биография
Родился в 1903 году в семье рабочего.
С 13-летнего возраста начал свою трудовую деятельность в качестве слесаря на заводах Брянской губернии. В 1927 году вступил в ВКП(б). После окончания машиностроительного института в 1935 году работал на Уральском вагоностроительном заводе (г. Нижний Тагил) сначала мастером, затем начальником цеха, помощником начальника производства и парторгом ЦК ВКП(б) завода. Затем выдвинут по партийной линии.
- с 1940 по март 1941 года — 2-й секретарь Нижнетагильского горкома ВКП(б).
- март 1941 — 28 января 1942 года — секретарь Свердловского областного комитета ВКП(б) по оборонной промышленности.
- с 7 июня 1942 года — на ответственной работе в ЦК ВКП(б).
- с 1949 до 14 июля 1951 года — 2-й секретарь Псковского областного комитета ВКП(б).
- 18 февраля 1951 года — избран депутатом Верховного Совета РСФСР III созыва.
- с июля 1951 года — ответственный сотрудник аппарата ЦК КПСС[1].

Умер 10 мая 1965 года в Москве после продолжительной болезни.

## Награды
- Орден Красной Звезды
- Орден Отечественной войны II степени
- Орден «Знак Почёта»
- медали[1]